# Кузничі (зупинний пункт)
Кузничі́ — залізничний зупинний пункт Конотопської дирекції Південно-Західної залізниці.
Розташований у селі Кузничі Городнянського району Чернігівської області на лінії Бахмач-Пасажирський — Деревини між станціями Городня (9 км) та Хоробичі (8 км).
Станом на лютий 2020 року приміське пасажирське сполучення відсутнє.